# Matías Lugo
Matías Gonzalo Lugo (Benavídez, Buenos Aires, Argentina, 10 de mayo de 2001) es un futbolista argentino. Juega de volante central en O'Higgins de la Primera División de Chile.

## Trayectoria
El volante oriundo de la ciudad de Benavídez, de la provincia de Buenos Aires, Argentina, fue formado en la cantera de Argentinos Juniors, club con el que debutó en el año 2022 bajo el mando del Director Técnico, Gabriel Milito. La trayectoria de Lugo continúa en el Club Atlético Estudiantes, equipo con el que jugó más de 60 partidos entre las temporadas 2023 y 2024, convirtiéndose en capitán del equipo
El 26 de diciembre de 2024 es anunciado como nuevo jugador de O'Higgins de la Primera División de Chile.

## Clubes
| Club                       | País      | Año       |
| -------------------------- | --------- | --------- |
| Argentinos Juniors         | Argentina | 2022-     |
| → Estudiantes (C) (cedido) | Argentina | 2023-2024 |
| → O'Higgins (cedido)       | Chile     | 2025-Act. |